# Stejnojmenné stupnice
Stejnojmenné stupnice jsou dvojice durových a mollových stupnic, které začínají stejným tónem (např. A dur – a moll). Ne každá stupnice má k sobě stejnojmennou stupnici (např. dis moll).

## Seznam stejnojmenných stupnic
| Durová stupnice | Mollová stupnice |
| --------------- | ---------------- |
| Cis dur         | cis moll         |
| Fis dur         | fis moll         |
| H dur           | h moll           |
| E dur           | e moll           |
| A dur           | a moll           |
| D dur           | d moll           |
| G dur           | g moll           |
| C dur           | c moll           |
| F dur           | f moll           |
| B dur           | b moll           |
| Es dur          | es moll          |
| As dur          | as moll          |

(Pořadí je dle kvintového okruhu.)